# Mark Sanford
Marshall Clement „Mark” Sanford, Jr. (ur. 28 maja 1960 w Fort Lauderdale) – amerykański polityk i pośrednik nieruchomości, działacz Partii Republikańskiej, w latach 2003–2011 gubernator Karoliny Południowej, w latach 1995–2001 i 2013–2019 kongresmen ze stanu Karolina Południowa.

## Wczesne życie i edukacja
Urodził się 28 maja 1960 w Fort Lauderdale w stanie Floryda. Był najstarszym spośród czwórki dzieci kardiologa Marshalla C. Sanforda i wyszkoloną w Juilliard School pianistką Margaret Sanford. Starszy Marshall Sanford kupił ziemie na Wyspie Świętej Heleny w latach 50. XX wieku i w Hrabstwie Beaufort w 1965. Obie własności znajdowały się w Karolinie Południowej. Cała rodzina Sanfordów spędzała tam letnie wakacje, a dzieci uczyły się prac rolniczych, takich jak prowadzenie traktorów, budowanie grobli i kastrowanie byków. W 1978 rodzina przeniosła się do Coosaw. Gdy młody Marshall Sanford był na ostatnim roku w liceum, u jego ojca zdiagnozowano stwardnienie zanikowe boczne.
W 1983 Marshall Sanford, Jr. ukończył studia na wydziale przedsiębiorczości na uniwersytecie Furman University i zdobył tytuł naukowy Business degree. Pracował w agencjach nieruchomości w Charleston, po czym wrócił na studia i w 1988 ukończył Darden Graduate School of Business Administration ze stopniem magistra. Uczęszczając na letnie szkolenia organizowane przez Goldman Sachs w Nowym Jorku, poznał swoją przyszłą żonę Jennifer Sullivan. Po dwóch latach pracy w Nowym Jorku Sanford powrócił do Karoliny Południowej w 1990 i założył firmę leasingową i pośrednictwa nieruchomości w Charleston.

## Członek Izby reprezentantów w latach 1995–2001
W 1994 został wybrany jako Republikanin do Izby Reprezentantów Stanów Zjednoczonych z 1. okręgu stanu Karolina Południowa. W czasie wyborów zapewniał, że nie zamierza służyć dłużej, niż 3 kadencje. Był zdeklarowanym konserwatystą fiskalnym, w związku z czym głosował przeciwko ustawom, które miał finansować jego okręg wyborczy, w tym ustawę o sfinansowaniu mostu nad rzeką Cooper. Zasłynął z bycia oszczędnym. Pomimo posiadania majątku szacowanego na 3 miliony dolarów amerykańskich, spał w swoim biurze, mył się na siłowni, a prawie jedną trzecią swojego wynagrodzenia, 250 tysięcy dolarów, zwracał rządowi federalnemu. Swoje ostatnie wybory do Izby wygrał, zdobywając 91% głosów, jednak zgodnie z obietnicą, nie kandydował po upływie swojej trzeciej kadencji.

## Gubernator Karoliny Południowej

### Pierwsza kadencja
W 2002 Sanford został wybrany na gubernatora Karoliny Południowej. Pokonał w nich urzędującego gubernatora, Jima Hodgesa. Żona Sanforda, Jenny Sanford, była menedżerem jego kampanii, a po wygranych wyborach została jego doradczynią.
Za swoich rządów Sanford starał się usprawnić stanowy departament pojazdów mechanicznych. Nie udało mu się spełnić obietnicy wyborczej wyeliminowania podatków od własności w ciągu 18 lat i zastąpienia ich wyższymi podatkami od gazu. Jego ustawa z tym związana została odrzucona przez parlament stanowy, kontrolowany przez Partię Republikańską, do której należał sam gubernator. Sanford zawetował różne ustawy uchwalone przez parlament, jednak jego weta zostały łatwo odrzucone. Sanford nazwał wydatki uchwalane przez stanowy parlament pork barrel, co w dosłownie tłumaczy się jako świńska beczka, a oznacza nieprzemyślane wydatki rządowe, które mają na celu jedynie przypodobanie się wyborcom. W proteście przyniósł nawet żywe świnie do parlamentu.

### Zaginięcie i skandal obyczajowy
Z powodzeniem został wybrany na drugą kadencję. Jego brak zgodności z parlamentem się pogłębiał. W tym czasie miała też miejsce nagłaśniana przez media krajowe afera z jego udziałem. W czerwcu 2009 udał się na wakacje do Argentyny i zaginął. Ani jego żona, ani współpracownicy nie wiedzieli gdzie się podziewa. Telefon komórkowy gubernatora przez sześć dni był wyłączony, a wysyłane do niego esemesy pozostawały bez odpowiedzi. Rzecznik gubernatora poinformował później dziennikarzy, że Sanford wybrał się na górską wędrówkę szlakiem w Appalachach. Gdy gubernator powrócił, przyznał, że był na wakacjach ze swoją kochanką, Maríą Belén Chapur. Oznajmił, że poznał ją osiem lat wcześniej, ale romans z nią rozpoczął się dopiero przed rokiem. Jenny Sanford dowiedziała się o niewierności męża w styczniu, gdy natknęła się na jego list napisany do Chapur. Sanford oświadczył, że na krótko przed wyjazdem do Argentyny on i jego żona zdecydowali się na próbną separację. Afera wywołała kontrowersje i zaszkodziła wizerunkowi gubernatora. Żona Stanforda z powodzeniem uzyskała rozwód z orzeczeniem o winie. Sąd uznał, że doszło do cudzołóstwa.

## Członek Izby reprezentantów w latach 2013–2019

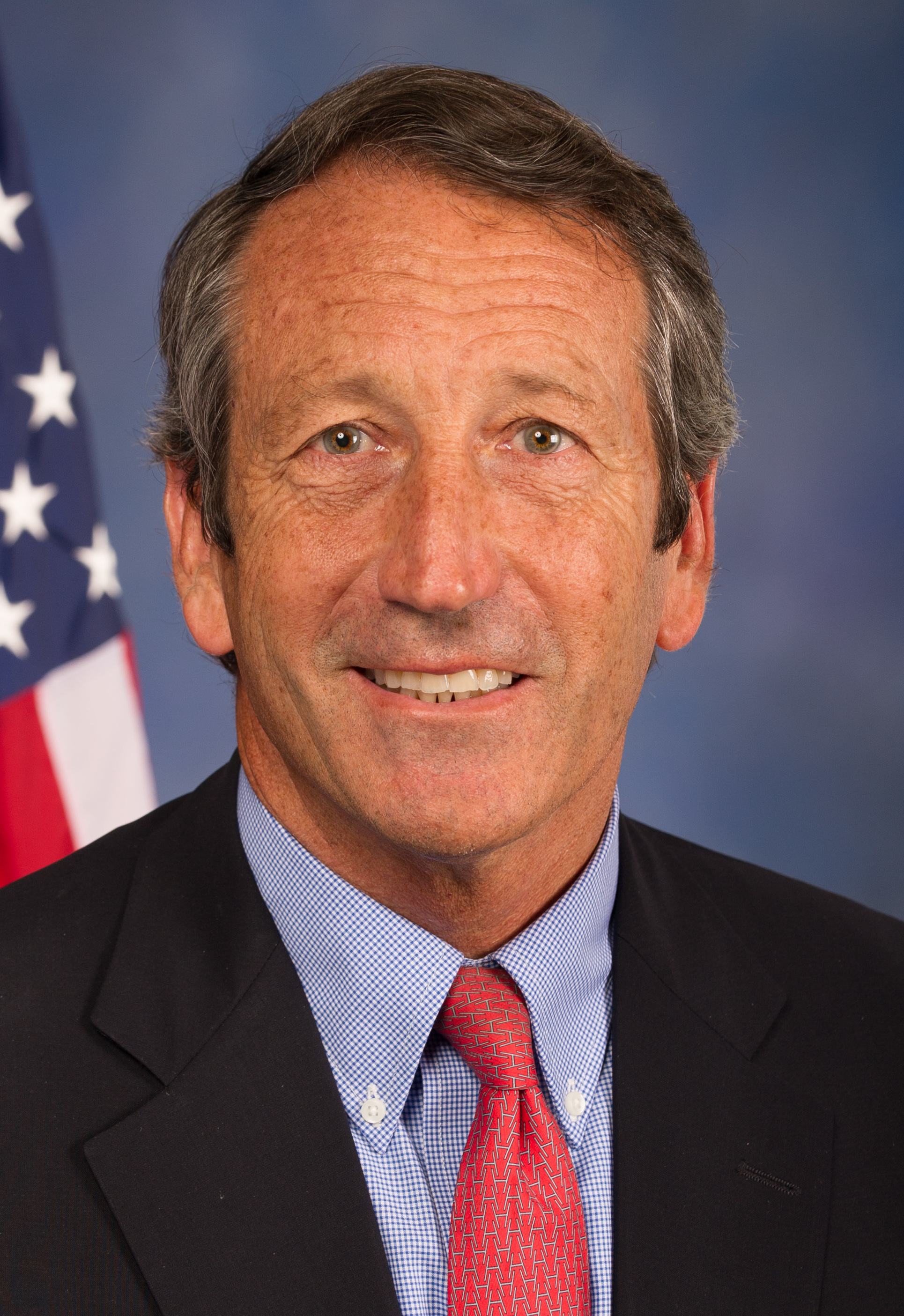
Zdjęcie kongresowe z 2013

Sanford nie ubiegał się o trzecią kadencję gubernatora. Zamiast tego wygrał kolejne wybory do Izby Reprezentantów Stanów Zjednoczonych z ramienia Partii Republikańskiej, pomimo utraty poparcia ze strony komitetu krajowego własnej partii i poparciu swojego przeciwnika z Partii Demokratycznej przez gazetę The Post and Courier. Służył przez trzy kadencje. W tym czasie krytykował ówczesnego prezydenta Stanów Zjednoczonych Donalda Trumpa, również Republikanina. Nie udało mu się uzyskać czwartej reelekcji, ponieważ przegrał prawybory swojej partii z Katie Arrington, popieraną publicznie przez prezydenta.

## Wybory prezydenckie w 2020
We wrześniu 2019 w CNN zapowiedział swój udział w prawyborach Partii Republikańskiej przed wyborami prezydenckimi w Stanach Zjednoczonych w 2020 roku. Jego przeciwnikiem w prawyborach jest między innymi urzędujący prezydent Donald Trump. Sanford powiedział, że chce kandydować, ponieważ w Białym Domu nie dyskutuje się o długu, deficycie i wydatkach rządowych. Jednocześnie skrytykował innych kandydatów za to, że w swojej kampanii skupiają się głównie na krytykowaniu dziwnych i szkodliwych wypowiedzi Trumpa, a nie na sprawach gospodarczych. Jako jedyny konkurent Trumpa deklarował poparcie go w razie ewentualnej nominacji i sprzeciwiał się śledztwu w sprawie impeachmentu prezydenta.
12 listopada wycofał się z wyborów. Jak sam przyznał, od początku nie wierzył w swoje zwycięstwo, a jego kandydatura miała na celu jedynie wprowadzić do debaty prezydenckiej tematy długu, deficytu i wydatków rządowych. Ostatecznie uznał, że w obliczu śledztwa w sprawie impeachmentu Donalda Trumpa taka debata nie będzie możliwa.